# 곡물건조기

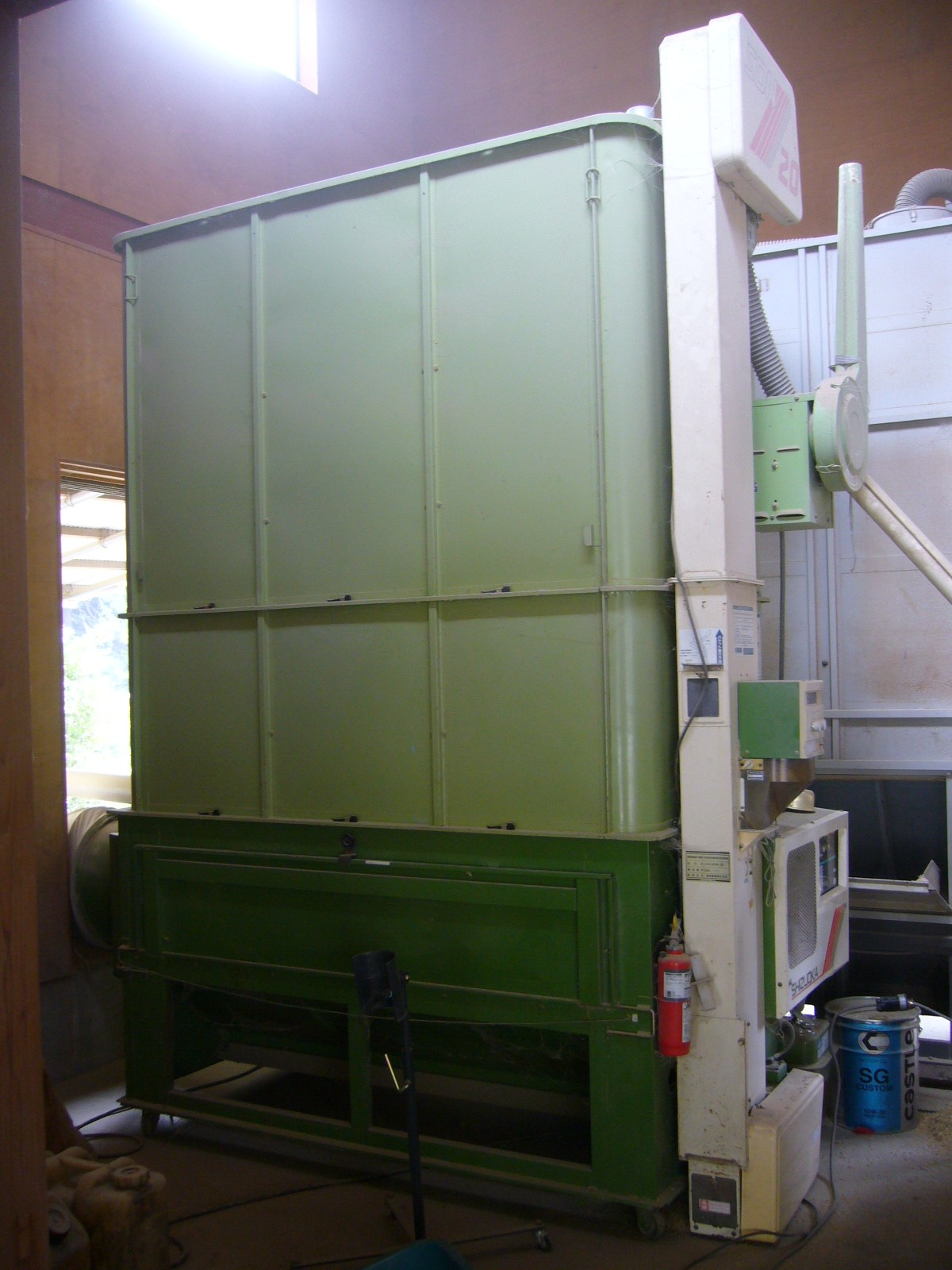
곡물건조기

곡물건조기(穀物乾燥機)는 벼, 보리, 밀 등의 곡물을 말리는 기계이다.
곡물은 수분을 20%이상 가지고 있는데 오랫동안 저장하기 위해서는 수분을 15%이하로 낮춰야 한다. 이때 자연적으로 말리면 고르게 마르지 않는등 시간도 오래 걸리기 때문에 곡물건조기를 이용하면 원하는 만큼 말릴 수 있다.

## 종류
곡물건조기는 평면형 건조기, 입형 건조기, 곡물순환식 건조기가 있다